# Napeogenes juanjuiensis
Espèce
Napeogenes juanjuiensis est une espèce d'insectes lépidoptères (papillons) de la famille des Nymphalidae, de la sous-famille des Danainae et du genre Napeogenes, endémique du Pérou.

## Taxinomie
Napeogenes juanjuiensis a été décrit par Richard Middleton Fox (d) et Herman G. Real en 1971.

### Sous-espèces
- Napeogenes juanjuiensis juanjuiensis
- Napeogenes juanjuiensis ssp.
- Napeogenes juanjuiensis ssp.[1].

## Écologie et distribution
Napeogenes juanjuiensis est présent au Pérou.

### Protection
Pas de statut de protection particulier.